# Station Paris-Bercy-Bourgogne-Pays d'Auvergne
Station Paris-Bercy-Bourgogne-Pays d'Auvergne, beter bekend als Paris-Bercy en lokaal vaak aangeduid als Gare de Bercy, is een van de zeven kopstations in Parijs (Frankrijk). Het bevindt zich in Quartier Bercy, in het 12e arrondissement, nabij het Gare de Lyon. Gare de Bercy was tot 14 december 2019 gespecialiseerd in de afhandeling van autotreinen. Na een ingrijpende verbouwing functioneert het vanaf juli 2002 als zevende grote Parijse station.
Het station is ontworpen voor autotreinen, waarbij het vervoermiddel van de reiziger (auto, motorfiets, of scooter) hier op de trein werd gezet om naar een ander autotrein-station te worden vervoerd, of na transport vanaf een ander autotrein-station hier kon worden afgehaald.
Van Gare de Bercy vertrekken treinen naar Avallon via Laroche Migennes, naar Sens, en naar Auxerre. Verder vertrokken hier nachttreinen naar Italië; naar Rome via Parma en Florence; naar Venetië, en naar Milaan.
Nabij het station bevindt zich het metrostation Bercy van de metro van Parijs, dat wordt aangedaan door lijn 6 en lijn 14.

## Bedieningsgebied

Bedieningsgebieden van de Parijse kopstations
----